# Камбрелен, Сильвен
Сильвен Камбрелен (фр. Sylvain Cambreling, 2 июля 1948, Амьен) — французский дирижёр.

## Биография
Закончил Парижскую консерваторию. С 1971 играл тромбонистом в Лионском симфоническом оркестре и Лионской опере, в 1975—1981 был заместителем музыкального директора последней (Музыкальный директор - Серж Бодо). В 1978 Пьер Булез пригласил его дирижировать Ensemble Intercontemporain (до 1981 года).
C 1981 — музыкальный директор Брюссельского Королевского Театра де ла Монне.
Выступал приглашённым дирижёром в «Ла Скала» (1984), Метрополитен-опере (1985, 1989), Государственной Венской опере (1991). В 1992 Камбрелен дирижировал в парижской Opéra Bastille премьерой оперы Мессиана «Святой Франциск Ассизский».
В 1993—1997 музыкальный директор Франкфуртской оперы.
С 1999 — главный дирижёр Симфонического оркестра SWR (Баден-Баден, Фрайбург).
Регулярно выступал дирижёром на Зальцбургском фестивале.

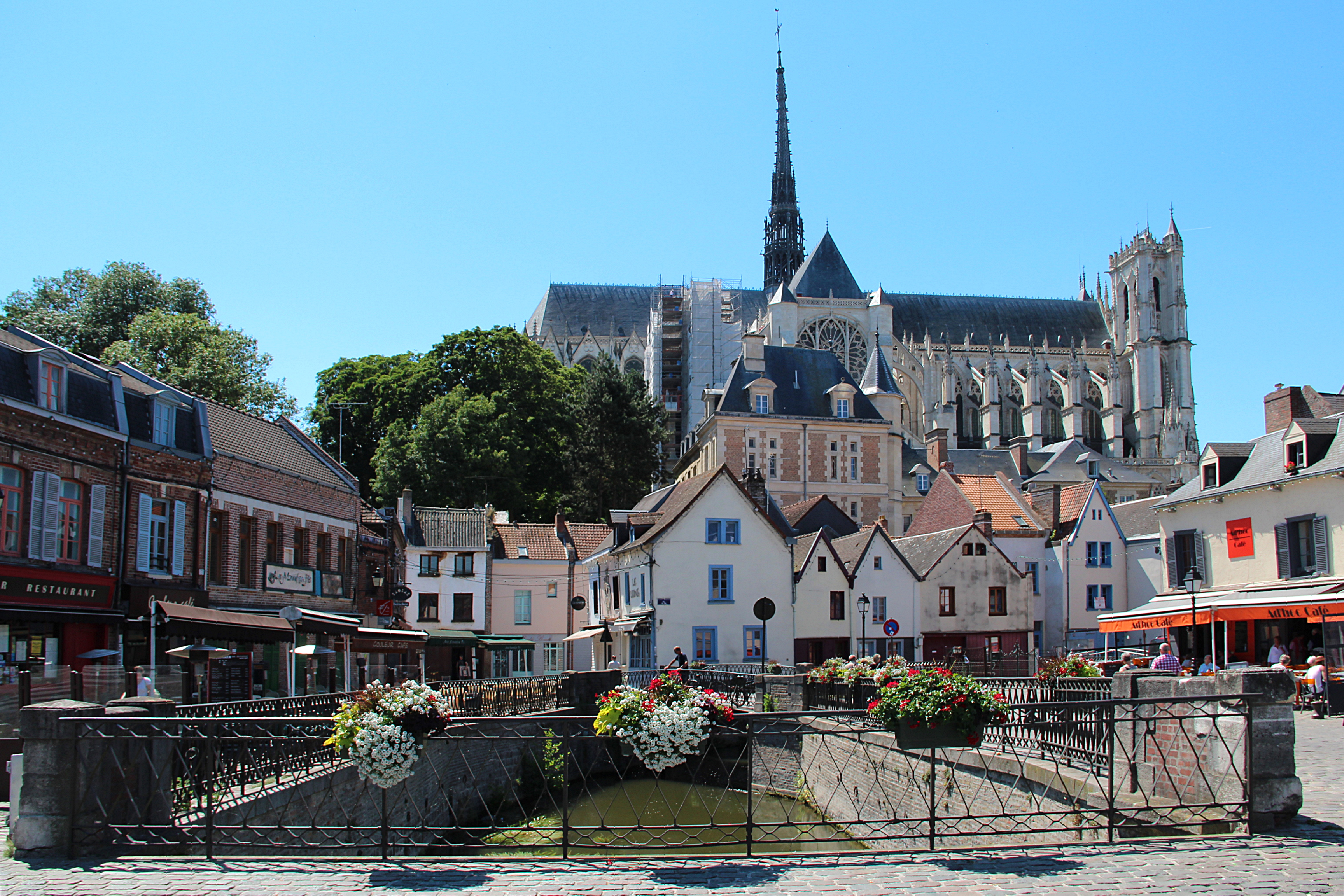
Амьен, вид на кафедральный собор

## Исполнительская деятельность
Наряду с классикой (впрочем, нередко в авангардных постановках), часто дирижирует произведениями современных композиторов — Хельмута Лахенмана, Мортона Фельдмана, Вольфганга Рима, Петера Этвёша, Беата Фуррера, Маттиаса Пинчера, Мисато Мочизуки и др.

## Творческие контакты
Выступал приглашённым дирижёром крупнейших оркестров мира. Сотрудничал с Робертом Уилсоном, Питером Селларсом, Патрисом Шеро, Кристофом Марталером, Петером Муссбахом и другими крупными режиссёрами.

## Оперные премьеры
Среди дирижёрских премьер Камбрелена были оперы:
- Берлиоз Осуждение Фауста (Зальцбург, 1999)
- Берлиоз Троянцы (Зальцбург, 2000)
- Моцарт Женитьба Фигаро (Зальцбург, 2001)
- Мессиан Святой Франциск Ассизский (Бохум, 2003)
- Яначек Средство Макропулоса (Штутгарт, 2004)
- Прокофьев Любовь к трём апельсинам (Париж, 2005)
- Моцарт Дон Жуан (Париж, 2006)
- Верди Симон Бокканегра (Париж, 2006)
- Шарпантье Луиза (Париж, 2007)
- Верди Травиата (Париж, 2007)
- Дюка Ариана и Синяя Борода (Париж, 2007)

## Признание
Дирижёр года (сезон 1993—1994). Франкфуртская опера под его руководством была названа оперным театром года (1995). Большая Европейская премия за дирижёрское искусство.